# Alkopoligamia.com
Alkopoligamia.com – polska wytwórnia muzyczna powstała w 2009 roku z inicjatywy rapera Piotra „Mesa” Szmidta, jej właścicielem jest firma O.G. Witold Michalak. W ramach marki Alkopoligamia firma produkuje także odzież, w tym damską pod nazwą L'Alkopoligamia.
Firma wydała nagrania m.in. takich wykonawców jak: Mes, Pjus, Wdowa, Blow, Kuba Knap oraz Stasiak. 

## Katalog wytwórni
| Data | Wykonawca                | Tytuł                                  | Nr Katalogowy |
| ---- | ------------------------ | -------------------------------------- | ------------- |
| 2009 | Ten Typ Mes              | Zamach na przeciętność                 | ALK01         |
| 2009 | Pjus                     | Life After Deaf                        | ALK02         |
| 2010 | Wdowa                    | Superextra                             | ALK03         |
| 2010 | Blow                     | Jeśli czujesz                          | ALK04         |
| 2010 | Stasiak                  | Pół żartem, pół serio                  | ALK05         |
| 2011 | Ten Typ Mes              | Kandydaci na szaleńców                 | ALK06         |
| 2011 | Ten Typ Mes              | Alkopoligamia: zapiski Typa (reedycja) | ALK07         |
| 2013 | Ten Typ Mes              | Ten Typ Mes i Lepsze Żbiki             | ALK08         |
| 2013 | Wdowa                    | Listopad EP                            | ALK09         |
| 2014 | Ten Typ Mes              | Trzeba było zostać dresiarzem          | ALK10         |
| 2014 | Kuba Knap                | Lecę, chwila, spadam                   | ALK11         |
| 2014 | różni wykonawcy          | Klaser vol.2                           | ALK12         |
| 2014 | LJ Karwel                | Niepotrzebne skreślić                  | ALK14         |
| 2014 | Małe Miasta              | MM                                     | ALK15         |
| 2015 | różni wykonawcy          | Albo Inaczej                           | ALK16         |
| 2015 | Zetenwupe                | Bejbo                                  | ALK17         |
| 2015 | Leh                      | Podwórka pytają kiedy płyta            | ALK18         |
| 2015 | Kuba Knap                | Ludzie mówią różne rzeczy              | ALK19         |
| 2015 | Małe Miasta              | Koń                                    | ALK20         |
| 2015 | Osiedlowe Linie Lotnicze | Lot pierwszy                           | ALK21         |
| 2016 | Wasabi                   | Wasabeats                              | brak          |
| 2016 | różni wykonawcy          | Albo Inaczej Remixy                    | ALK24         |
| 2016 | R.A.U.                   | Konkretna rozrywka                     | ALK25         |
| 2016 | Małe Miasta              | Podkucie                               | ALK26         |
| 2016 | Ten Typ Mes              | Ała                                    | ALK27         |
| 2018 | Ten Typ Mes              | Rapersapler                            | ALK39X        |
| 2023 | Emil Blef                | Przesunięcia                           | ALK44         |
| 2023 | Ten Typ Mes              | Hello Baby                             | ALK49         |